# Lauri Dalla Valle
Lauri Dalla Valle, född 14 september 1991 i Kontiolax, är en finländsk före detta fotbollsspelare (anfallare). Han representerade Finland i landslagssammanhang på U16-, U17-, U19- och U21-nivå.

## Karriär
Som 14-åring värvades Lauri Dalla Valle av italienska Inter men efter att ha haft svårt att anpassa sig återvände han till Finland efter tre månader. I september 2008 skrev han på ett kontrakt med Liverpool som sträcker sig till sommaren 2011. Under sin första säsong med Liverpool spelade han i U18-laget och gjorde 20 mål på 28 matcher. Samma säsong gjorde Dalla Valle åtta mål för Liverpool i FA Youth Cup där Liverpool tog sig till final. Sommaren 2009 blev han sedan uppflyttad att träna med Liverpools reservlag och A-lag på träningsanläggningen Melwood. Under säsongen 2009-2010 spelade Dalla Valle med reservlaget men gjorde även tre mål i FA Youth Cup.
Under Liverpools försäsong sommaren 2010 deltog Dalla Valle i två träningsmatcher. Han debuterade sedan i tävlingssammanhang för Liverpool den 29 juli i en match mot FK Rabotnički i Europa League då han blev inbytt i den 83:e minuten.
Liverpool bekräftade den 31 augusti 2010 på sin officiella hemsida att man kommit överens med Fulham angående Paul Konchesky och att Dalla Valle samt lagkamraten Alex Kacaniklic går i andra riktningen som en del i affären.
Den 4 december 2014 återvände Dalla Valle till Crewe Alexandra, där han skrev på ett 1,5-årskontrakt.
Lauri Dalla Valle meddelade i juni 2018 att han drar sig tillbaka från fotbollen.